# Johannes Martinus
Johannes Martinus (rätoromanisch Jon Martin; * 1644 in Ramosch; † 1733 ebenda) war ein reformierter Engadiner Theologe, Dichter, Übersetzer und Liedersammler der Barockzeit. Er sprach und schrieb im Idiom Vallader.

## Leben und Werk
Die Familie Martinus stammte aus Tschlin im Unterengadin und wuchs in Ramosch auf. Nach seinem Studium der reformierten Theologie amtete er zunächst zwei Jahre als Pfarrer in Sent, dann ab 1668 bis zu seinem Tod in seinem Heimatort Ramosch. Er wirkte neben seinem Pfarramt als Übersetzer, unter anderem einer Bibel auf Vallader (1679) und des religiösen Texts Il saltar dils morts von Johannes Möli (1724). Zusammen mit dem Pfarrer von Scuol, Andrea Rauch, verfasste er ausserdem das 1693 publizierte Erbauungsbuch Abyss dal’aeternitat.
Bekannt wurde vor allem seine Sammlung geistlicher Lieder von 1684 unter dem Titel Philomela, quai ais canzuns spiritualas (umgangssprachlich: Philomela oder ‹Il Simler›), die rätoromanische Gesänge aus verschiedenen Quellen enthält, teils auch Übersetzungen aus dem Deutschen. Er knüpfte dabei an den Psalter von Durich Chiampell und die Liedersammlung des Lurainz Wietzel an, band aber auch zahlreiche neue geistliche Gedichte von Engadiner Dichtern ein, die nur in seiner Sammlung dokumentiert sind. Auch die Liedsätze stammen aus verschiedenen Quellen. 1702 erfolgte eine erweiterte Neuauflage des Werks.
Seine Lieder fanden Eingang in spätere romanische Gesangbücher. Auch im Gesangbuch der Evangelisch-reformierten Kirchen der deutschsprachigen Schweiz ist dem Lied Nr. 233 (Nun danket alle Gott von Martin Rinckart und Johann Crüger) Martinus’ romanische Übertragung beigegeben (Nos Dieu pür tuots lodain).